# کلیسای سوئد
کلیسای سوئد (سوئدی: Svenska kyrkan) یک کلیسای ملی لوتری انجیلی در سوئد است. این کلیسای دولتی پیشین که مقر آن در اوپسالا است، با کمتر از ۵٫۸ میلیون عضو در انتهای سال ۲۰۲۰، بزرگترین فرقه مسیحی در سوئد، بزرگترین فرقه لوتری در اروپا و سومین در جهان پس از کلیسای انجیلی اتیوپیایی مکانی یسوس و کلیسای لوتری انجیلی در تانزانیا است.